# هاب بالمر
هاب بالمر (بالإنجليزية: Hap Palmer)‏ هو مغني أمريكي، ولد في 28 أكتوبر 1942 في لوس أنجلوس في الولايات المتحدة.

## وصلات خارجية
- هاب بالمر على موقع IMDb (الإنجليزية)
- هاب بالمر على موقع ميوزك برينز (الإنجليزية)
- هاب بالمر على موقع أول ميوزيك (الإنجليزية)
- هاب بالمر على موقع ديسكوغز (الإنجليزية)